# فوكاسين دوبراسينوفيتش
فوكاسين دوبراسينوفيتش (مواليد 15 يوليو 1964) هو ملاكم يوغوسلافي، مثّل بلاده في الألعاب الأولمبية الصيفية 1988.

## روابط خارجية
فوكاسين دوبراسينوفيتش على موقع بوكس ريك (الإنجليزية) (registration required)
- فوكاسين دوبراسينوفيتش على موقع أوليمبيديا (الإنجليزية)